# 내림다장조
내림다장조(-長調)는 내림다(C♭) 음을 으뜸음으로 하는 장음계다.
내림다장조의 딴이름한소리 조는 나장조이다.
페달 하프 악보에서 이명동조인 나장조 대신 종종 쓰인다.